# イスカンデルベク・アイダラリエフ
イスカンデルベク・アイダラリエフ（Iskenderbek Rysbekovich Aidaraliyev、1955年11月13日 - ）は、キルギス共和国の政治家。農業・漁業・再加工産業相。二等国家顧問。中佐。元首相代行。

## 経歴
タラス州チャトカリスキー地区ヤンギ・バザール村出身。1978年、電気機械技師専攻でフルンゼ工科大学エネルギー学部を卒業。
大学卒業後、プルジェヴァリスク（現カラコル）市の電気機械工場に送られる。工場で4年間働いた後、党プルジェヴァリスク市委員会に移り、教官、後に課主任として働いた。その後、カラコル市人民監督委員会議長に任命。
暫く後に、財政関係の仕事に移り、イスィク・クラ州会計局副局長、カラコル市会計課主任として働く。その後、カラコル市副市長に任命。アクスー市とカラコル市の合併後、農業問題を監督した。
2000年、タラス州タラス地区首長（アキム）。2002年12月からタラス州国家行政府知事（アキム）。2006年1月、ジャララバード州知事に任命されたが、前任者の支持者達が、前任者の復帰を求めて、多数の集会を開いた。この状況下において、アイダラリエフはタラスに去り、自分の支持者達の集会で、「人民アキム」と宣言され、2007年11月にタラス州知事に返り咲いた。
2007年11月27日から第一副首相代行。同年11月28日～12月25日、アルマズベク・アタンバエフ首相代行の退任後、首相代行を兼任する。2009年1月23日まで第一副首相。
2009年1月26日から農業・漁業・再加工産業相。

## パーソナル
「マナス1000周年」メダル、ソ連人民経済成果展示会銅賞を受賞。ロシア連邦安全保障・公共秩序アカデミーの「ピョートル大帝」社会勲章を受章。
妻帯、1男（マルセル）2女（インディラ、チュイナラ）を有する。